# Santa Pau
Santa Pau ist eine durch ihre Bausubstanz mittelalterlich geprägte Gemeinde von 1.611 Einwohnern (Stand: 2024) in der Garrotxa in Katalonien, Spanien. Sie liegt etwa zehn Kilometer südöstlich von Olot im Naturschutzpark Vulkane der Garrotxa. Die Gemeinde wurde von der katalanischen Regierung als Ort von besonderem historischen und künstlerischem Interesse qualifiziert, insbesondere wegen der den Marktplatz (Plaça major auch Firal dels Bous, deutsch: ‚Ochsenmarkt‘ genannt) umgebenden mittelalterlichen Bogengänge sowie der Marien-Kirche aus dem 16. Jahrhundert.

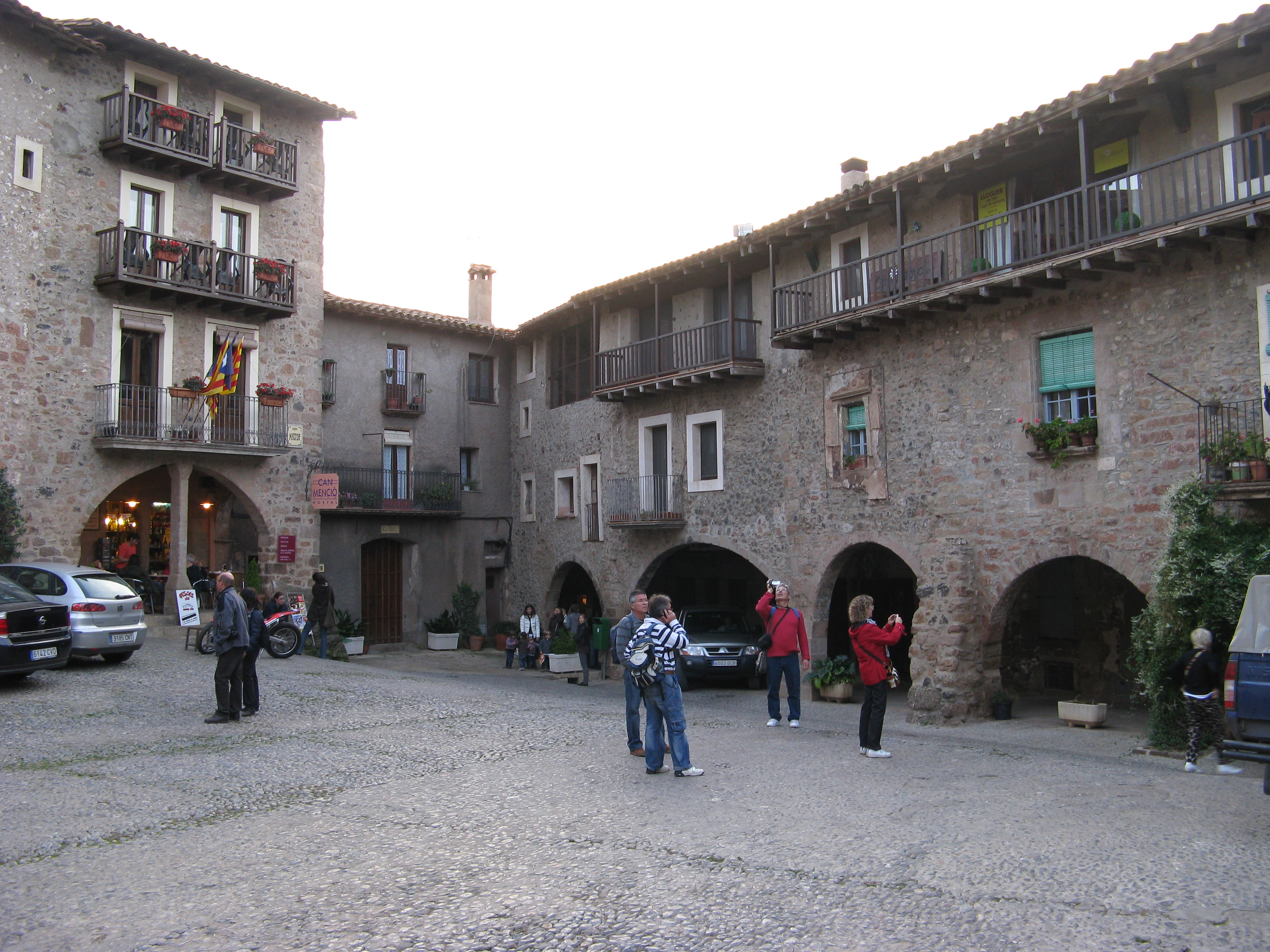
Der alte Ochsenmarkt von Santa Pau

Das heutige Zentrum, ein dreieckiger mit zahlreichen Bogengängen umsäumter Platz, ging aus dem mittelalterlichen Ochsenmarkt hervor. Die Schutzfunktion für diesen Geschäftsort übernahm das im 12. Jahrhundert erbaute Schloss.
Der wenige Kilometer entfernte Vulkan Santa Margarida ist ein beliebtes Ausflugsziel.